# محمد عبد اللطيف دراز
الشيخ محمد عبد اللطيف دراز (7 يونيو 1890 - 1 أكتوبر 1977)، عالم وداعية مسلم.

## حياته ونشأته
من مواليد قرية محلة دياي التابعة لمركز دسوق عام 1890م، قاد الأزهر الشريف في ثورة 1919 وخطب على منبر الأزهر والكنيسة القبطية، وكان وكيلاً للأزهر، وسكرتيرا عاما للجامع الأزهر والمعاهد الدينية، وعضوا في مجلس النواب المصرى، وحكمدار القاهرةالسابق، ومؤسس جماعة الكفاح لتحرير الشعوب الإسلامية.

## حياته
- حفظ القرآن الكريم في كتاب القرية ثم ألتحق بمعهد الإسكندرية الديني ثم عمل مدرساُ.

## مناصب ومسيرته
- تدرج في مناصب الأزهر الإدارية حتى وصل إلى وكيلاُ للأزهر.
- رشح للبرلمان عامي 1928 /1945م، ثم في مجلس الأمة بعد قيام ثورة يوليو.
- من أوائل الذين فجروا ثورة 1919م.
- أسند إليه منصب حكمدار القاهرة بالإضافة إلى عمله الأساسي وهو قيادة الحزب الوطني للثورة.
- تم اعتقاله بسجن غزة ثم نقل إلى ثكنات سيدي بشر بالإسكندرية.[2]
- أول من نادى بالوحدة الوطنية في خطبة على منبر الأزهر وكنيسة الأقباط.
- فصل من الأزهر مرتين في عام 1919 في أثناء الثورة فحددت إقامته بالقرية.
- وفي عام 1931م كان ضمن ستة علماء أرسلوا برقية احتجاج لملك بريطانيا استنكاراً للمعاملة القاسية التي عومل بها عمر المختار حيث ثارت ثائرة الملك فاروق الأول وقام بفصله من الخدمة.
- اشترك في مؤتمر فلسطين عام 1931 بالقدس وأسس في عام 1954 "جماعة الكفاح لتحرير الشعوب الإسلامية".
- توفي عام 1977م.